# Bannack
Bannack – opuszczone miasto (ang. ghost town) w hrabstwie Beaverhead, w stanie Montana, położone nad rzeką Beaverhead, około 20 kilometrów powyżej miejsca, w którym Beaverhead wpada do rzeki Red Rock na południe od Dillon.

## Historia
Założone w roku 1862 i nazwane od plemienia indiańskiego Banoków miasto, było pierwszym miejscem odkrycia złóż złota w Montanie w roku 1862. W roku 1864 krótko było stolicą Terytorium Montany, zanim stolicą uczyniono Virginia City. Bannack dość długo istniało jako miasto górnicze, aczkolwiek liczebność mieszkańców nieustannie zmniejszała się, aż w roku 1970 opuścili je ostatni.
W okresie prosperity, Bannack liczyło ponad dziesięć tysięcy mieszkańców. Znajdowały się tu trzy hotele, trzy piekarnie, trzy kuźnie, dwie stajnie, dwa targowiska rzeźnicze, sklep spożywczy, restauracja, browar, sala biliardowa, i cztery saloony. Chociaż wszystkie te budowle wzniesiono z bali drewnianych, niektóre z nich miały ozdobne frontony.
Miejscowy szeryf, Henry Plummer, był – jak mówiono – szefem gangu odpowiedzialnego za niemal sto zabójstw; 22 ludzi zostało powieszonych wraz z nim przez straż obywatelską za rzekome zbrodnie, bez przewodu sądowego. Ostatni z powieszonych winien był jedynie wyrażenia zdania, że być może wszyscy poprzednicy byli niewinni.
Do dziś przetrwało sześćdziesiąt historycznych drewnianych budowli w Bannack, wiele w zupełnie dobrym stanie i nadających się do zwiedzania. Dzisiaj miejsce to, od roku 1961 zwane Bannack Historic District, jest oznakowane jako National Historic Landmark. Nosi miano Parku stanowego Bannack.